# Mesanepada

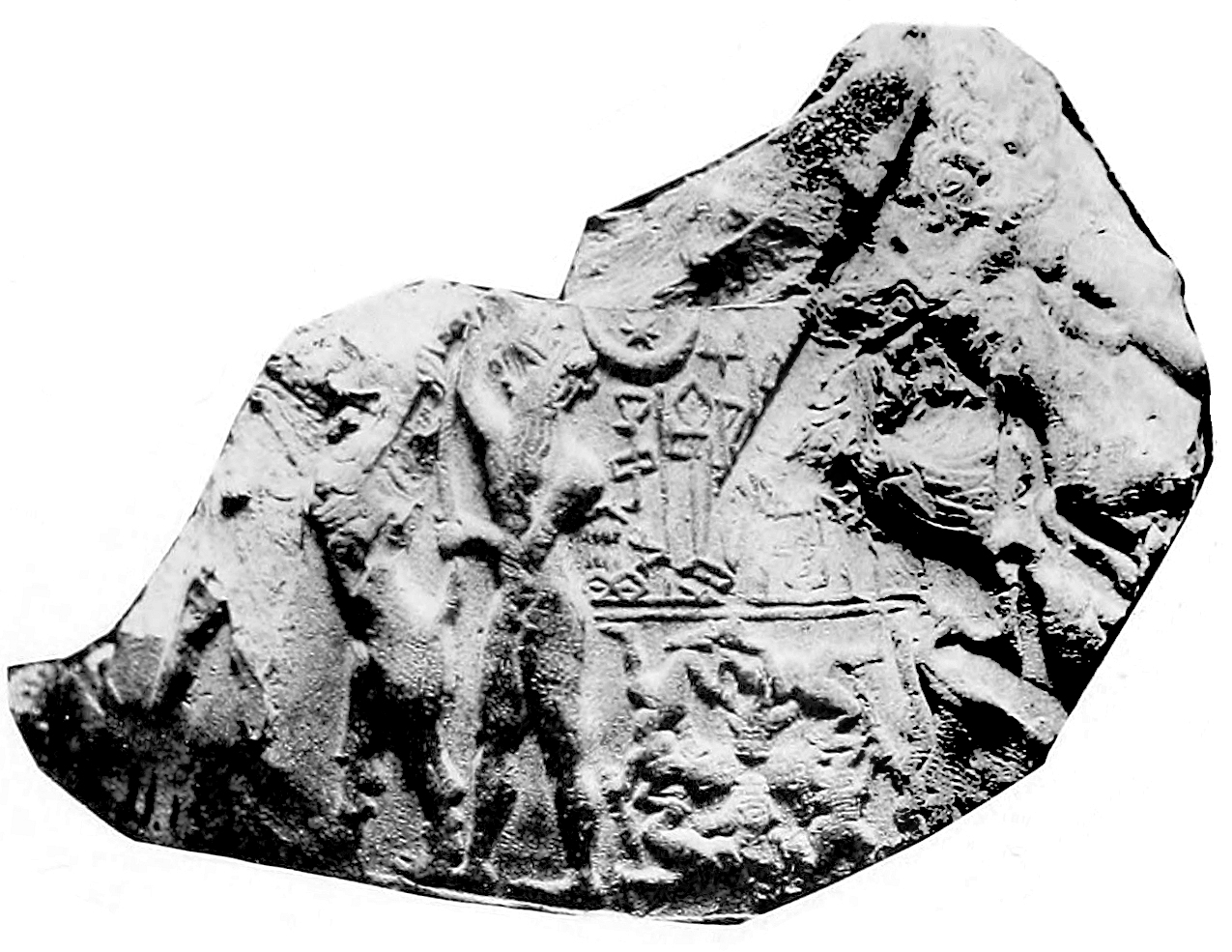
Impresión del sello de Mesanepada, rey de Kish

Mesh-Ane-Pada (o Mesanepada) fue un gran rey sumerio de la primera dinastía de Ur, que impuso la soberanía de su ciudad como hegemónica en Sumeria. Combatió contra Gilgamesh y salió victorioso, derrotando también al rey de Kish, tras lo cual ya pudo reclamar su derecho de nombrarse Rey de Kish, y por lo tanto Señor de Sumeria. Es el primer rey de Ur que aparece en la Lista Real Sumeria.
Según una inscripción en una cuenta de lapislázuli hallada en Mari, su padre fue Meskalamdug. Sellos del cementerio real de Ur también dan los nombres de Mesannepada y de sus predecesores Meskalamdug y Akalamdug, junto con la reina Puabi.